# Cyclarhis
Genre
Cyclarhis est un genre de passereaux de la famille des Vireonidae. Il comprend deux espèces de sourciroux.

## Répartition
Ce genre se trouve à l'état naturel en Amérique centrale et en Amérique du Sud,.

## Liste alphabétique des espèces
Selon la classification de référence du Congrès ornithologique international (version 8.2, 2018) :
- Cyclarhis gujanensis (Gmelin, JF, 1789) — Sourciroux mélodieux, Viréo à sourcils roux
  - Cyclarhis gujanensis cantica Bangs, 1898
  - Cyclarhis gujanensis cearensis Baird, SF, 1866
  - Cyclarhis gujanensis coibae Hartert, 1901
  - Cyclarhis gujanensis contrerasi Taczanowski, 1879
  - Cyclarhis gujanensis dorsalis Zimmer, JT, 1942
  - Cyclarhis gujanensis flavens Wetmore, 1950
  - Cyclarhis gujanensis flavipectus Sclater, PL, 1859
  - Cyclarhis gujanensis flaviventris Lafresnaye, 1842
  - Cyclarhis gujanensis gujanensis (Gmelin, JF, 1789)
  - Cyclarhis gujanensis insularis Ridgway, 1885
  - Cyclarhis gujanensis nicaraguae Miller, W & Griscom, 1925
  - Cyclarhis gujanensis ochrocephala Tschudi, 1845
  - Cyclarhis gujanensis parva Chapman, 1917
  - Cyclarhis gujanensis pax Bond & Meyer de Schauensee, 1942
  - Cyclarhis gujanensis perrygoi Wetmore, 1950
  - Cyclarhis gujanensis saturata Zimmer, JT, 1925
  - Cyclarhis gujanensis septentrionalis Phillips, AR, 1991
  - Cyclarhis gujanensis subflavescens Cabanis, 1861
  - Cyclarhis gujanensis tarijae Bond & Meyer de Schauensee, 1942
  - Cyclarhis gujanensis virenticeps Sclater, PL, 1860
  - Cyclarhis gujanensis viridis (Vieillot, 1822)
  - Cyclarhis gujanensis yucatanensis Ridgway, 1887
- Cyclarhis nigrirostris Lafresnaye, 1842 — Sourciroux à bec noir, Viréo à bec noir
  - Cyclarhis nigrirostris atrirostris Sclater, PL, 1887
  - Cyclarhis nigrirostris nigrirostris Lafresnaye, 1842